# Clinton (Massachusetts)
Clinton es un pueblo ubicado en el condado de Worcester en el estado estadounidense de Massachusetts. En el Censo de 2010 tenía una población de 13.606 habitantes y una densidad poblacional de 722,8 personas por km².

## Geografía
Clinton se encuentra ubicado en las coordenadas 42°24′43″N 71°41′24″O / 42.41194, -71.69000. Según la Oficina del Censo de los Estados Unidos, Clinton tiene una superficie total de 18.82 km², de la cual 14.65 km² corresponden a tierra firme y (22.19%) 4.18 km² es agua.

## Demografía
Según el censo de 2010, había 13.606 personas residiendo en Clinton. La densidad de población era de 722,8 hab./km². De los 13.606 habitantes, Clinton estaba compuesto por el 87.06% blancos, el 3.45% eran afroamericanos, el 0.35% eran amerindios, el 1.34% eran asiáticos, el 0.04% eran isleños del Pacífico, el 5.48% eran de otras razas y el 2.29% pertenecían a dos o más razas. Del total de la población el 13.55% eran hispanos o latinos de cualquier raza.